# كارلتون دبليو. فولكنير
كارلتون دبليو. فولكنير (بالإنجليزية: Carlton W. Faulkner)‏ هو مهندس الصوت ومهندس أمريكي، ولد في 7 يونيو 1904 في ماريلند في الولايات المتحدة، وتوفي في 28 يناير 1967 في لوس أنجلوس في الولايات المتحدة.

## وصلات خارجية
- كارلتون دبليو. فولكنير على موقع IMDb (الإنجليزية)
- كارلتون دبليو. فولكنير على موقع قاعدة بيانات الفيلم (الإنجليزية)